# Golden Flashes de Kent State
Les Golden Flashes de Kent State (en anglais : Kent State Golden Flashes) sont un club omnisports universitaire de l'université d'État de Kent à Kent dans l'Ohio. Les équipes des Golden Flashes participent aux compétitions universitaires organisées par la National Collegiate Athletic Association. L'université fait partie de la division Mid-American Conference pour l'équipe de football américain et de basketball.